# Орехово-Зуево (станция)
Оре́хово-Зу́ево — узловая станция Горьковского направления и Большого кольца Московской железной дороги. По основному характеру работы является сортировочной, по объёму работы внеклассной. Расположена в Орехово-Зуевском городском округе, частично непосредственно в городе Орехово-Зуеве.
Одна из крупнейших в России и Европе сортировочных станций, наряду со станцией Бекасово-Сортировочное, также расположенной на Большом кольце МЖД. Максимальный суточный вагонооборот на станции был достигнут в 1988 году: 25 тыс. вагонов.
Является структурным подразделением Московской дирекции управления движением, как внеклассная станция, не входит ни в один из восьми ДЦС.
В границах станции находятся шесть остановочных пунктов электропоездов.
В июле 2022 года началась капитальная реконструкция платформы, которая завершилась в конце декабря 2022 года.

## Состав
Исторически сложилось, что станция состоит из двух основных частей:
- Московский район, также называемый Орехово I или Орехово-Восток. Расположен вдоль главного хода Горьковского направления с юго-запада на северо-восток, полностью в черте города Орехово-Зуево. Пять главных путей: I, II Горьковского направления, III, IV, V Большого кольца. Парки «М» (Московский), «Я» (Ярославский), «Г» (Горьковский), «К» (Крутое). Служит для приёма и отправления электропоездов и выполнения грузовой работы.
- Рязанский район, также называемый Орехово II или Орехово-Центральное. Расположена вдоль хода Большого кольца с юга на север, где примыкает к Орехово I. Расположена в Орехово-Зуевском городском округе между городами Орехово-Зуево и Ликино-Дулёво, крайние северная и южная части расположены в черте городов Орехово-Зуево и Ликино-Дулёво соответственно. Это основная сортировочная часть станции, выстроенная по классической односторонней схеме с последовательным расположением парков (с юга на север): парки приёма «А», сортировочного «С» и отправления «В». Для приёма, обработки и отправления транзитных поездов параллельно парку «С» (к востоку) также находится транзитный парк «Т». Два главных пути I, III огибают станцию с запада, другие два главных II, IV (IV) — с востока. Также в этой части находится локомотивное депо ТЧ-5 Орехово.

Общая схема станции со всеми развязками и подходами представляет собой совмещённую двухстороннюю станцию с максимальным параллельным роспуском, движением поездов и маневровых передвижений, без пересечения маршрутов, в частности пост 97 км к северо-востоку от станции обеспечивает отсутствие враждебного пересечения маршрутов при движении на сортировочную часть станции и юг Большого кольца со стороны Владимира. Подходы к станции и развязки были сделаны с условием одновременного приёма поездов в парк со всех направлений и отправления из приёмо-отправочного парка на все направления, например, от станции Дрезна существует дополнительный путь к югу станции (парку приёма, посту № 2), позволяющий движение в обе стороны. Развязки горочной горловины и парка «А» сделаны для широкого использования параллельного надвига и роспуска двух составов, а горловины поста формирования для параллельной перестановки трёх составов в парк «В» и формирования сборных поездов.

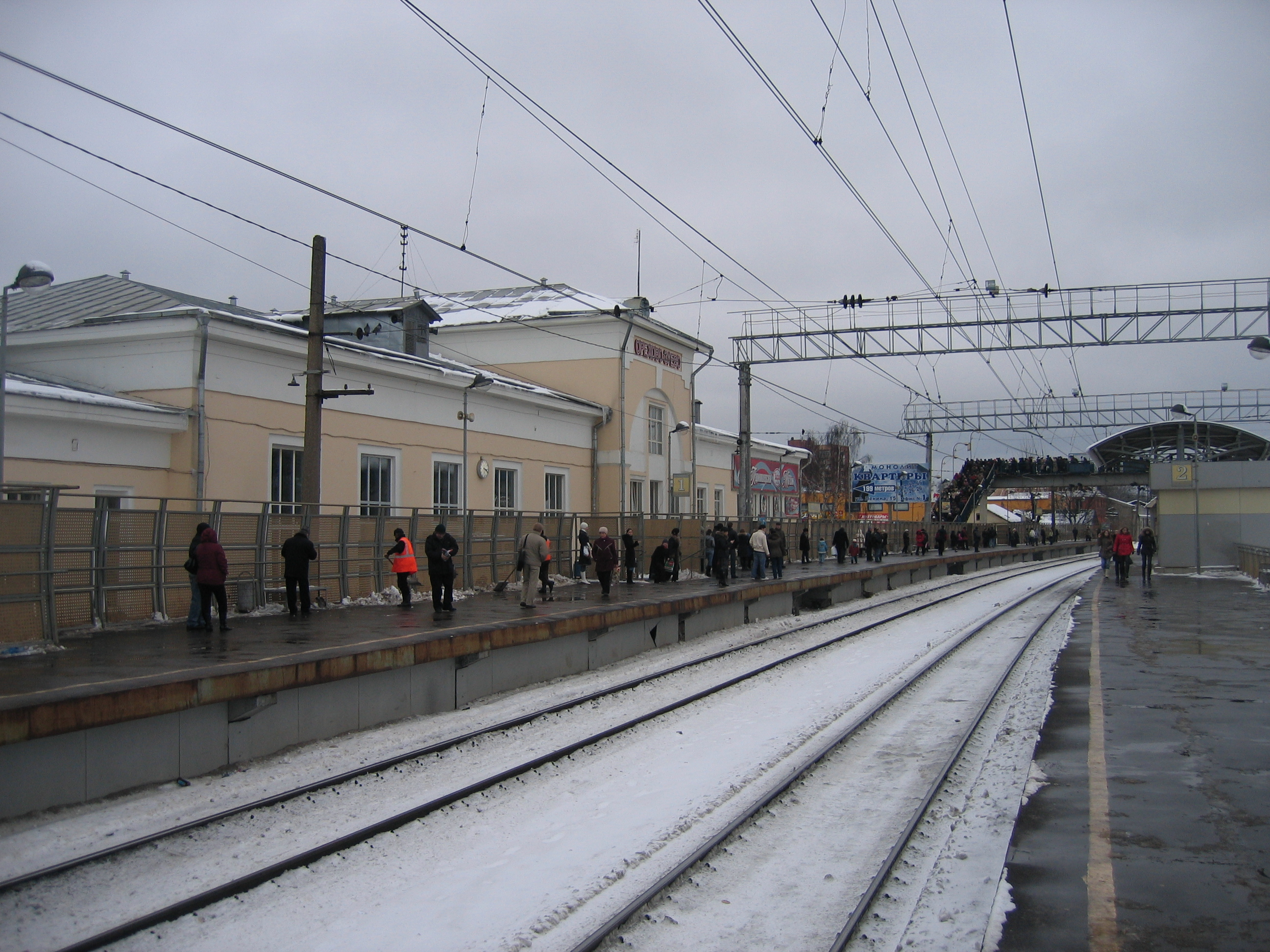
Платформы ст. Орехово-Зуево Горьковского направления
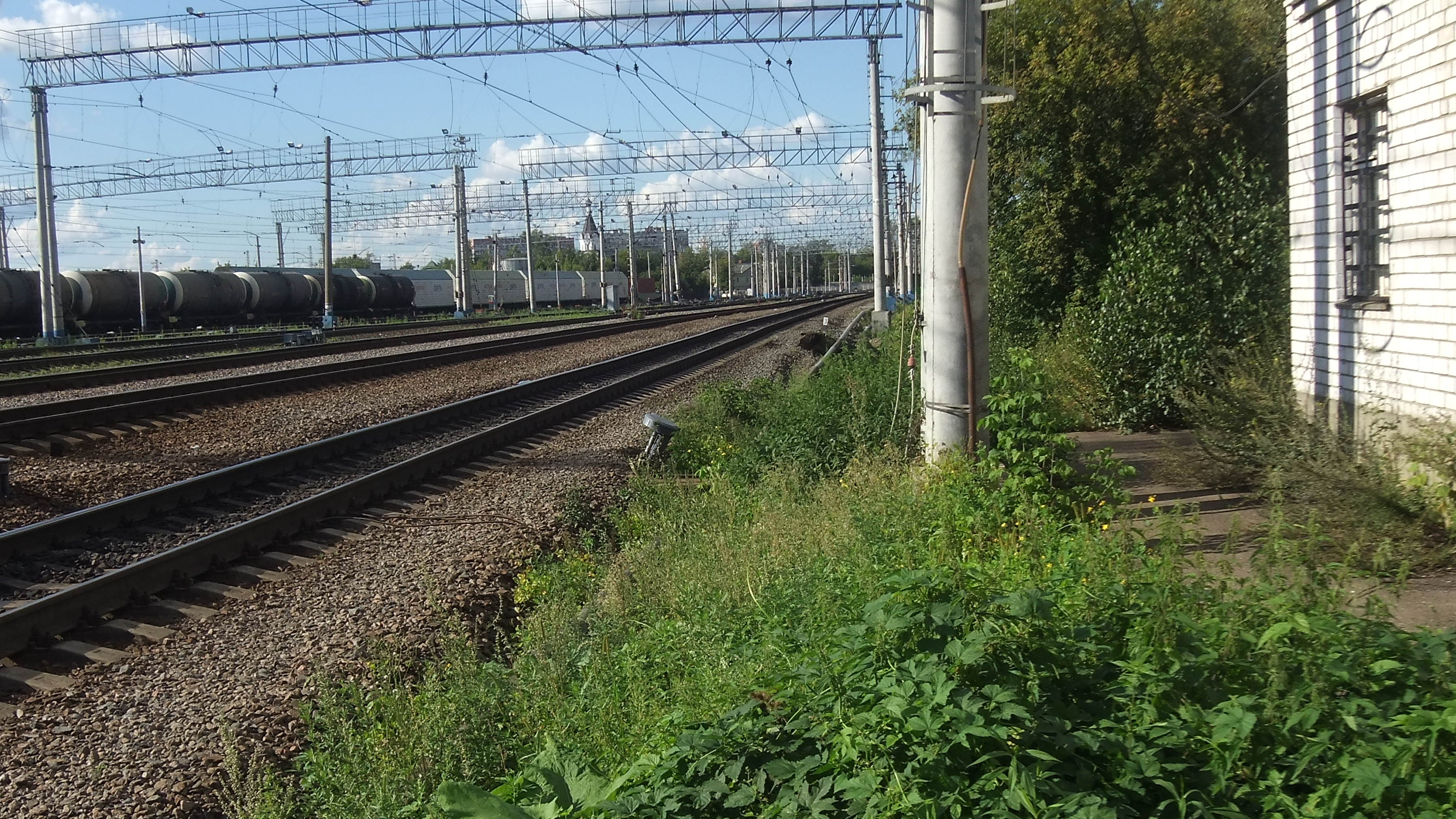
Северная горловина парка «В» у Северного блокпоста
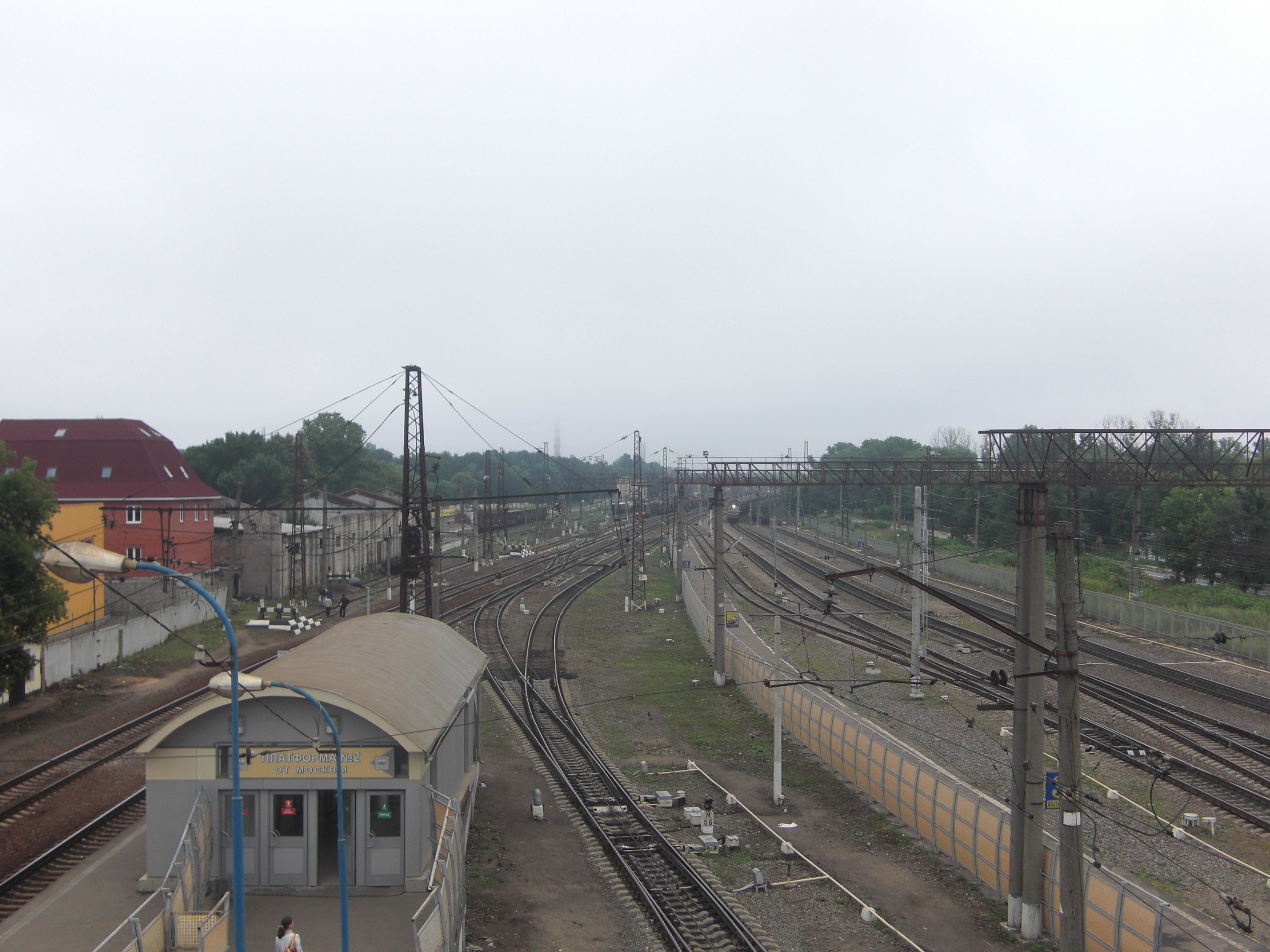
Вид на северо-восток на парки «Г» (слева) и «Я» (справа) с пешеходного моста платформ ст. Орехово-Зуево
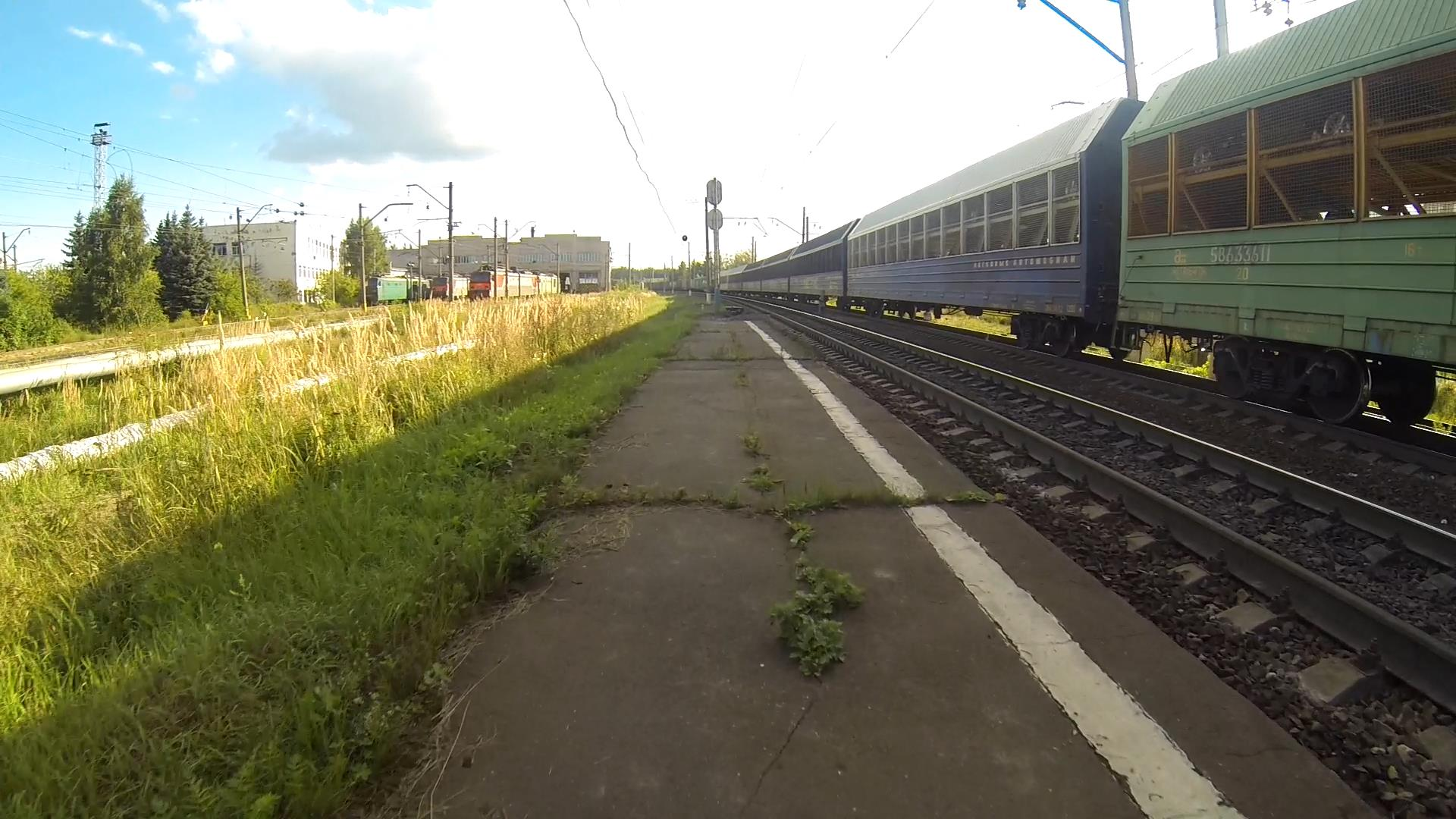
Вид на локомотивное депо с западной платформы Депо.
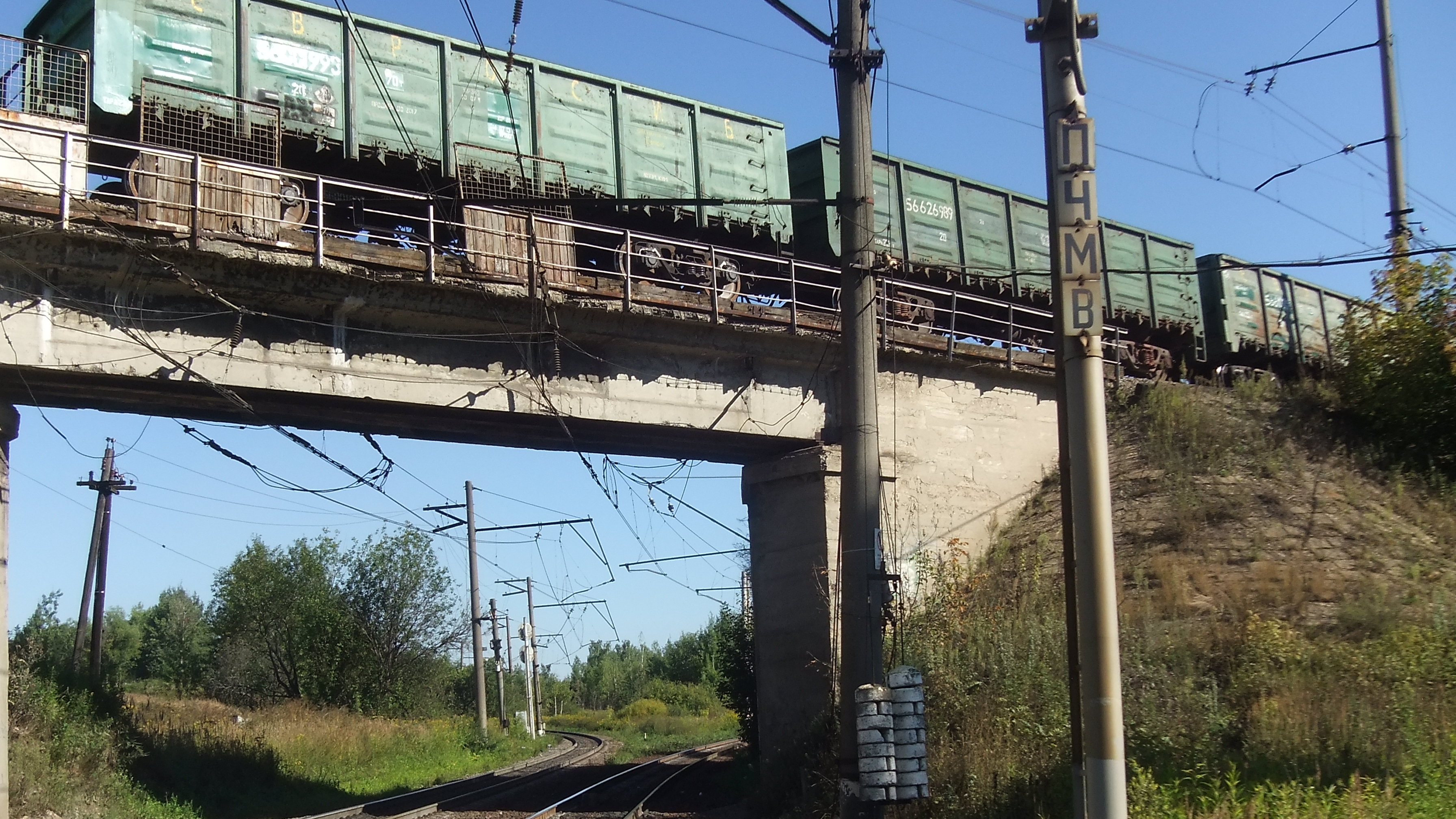
Развязка в южной горловине станции, вид от Дулёва
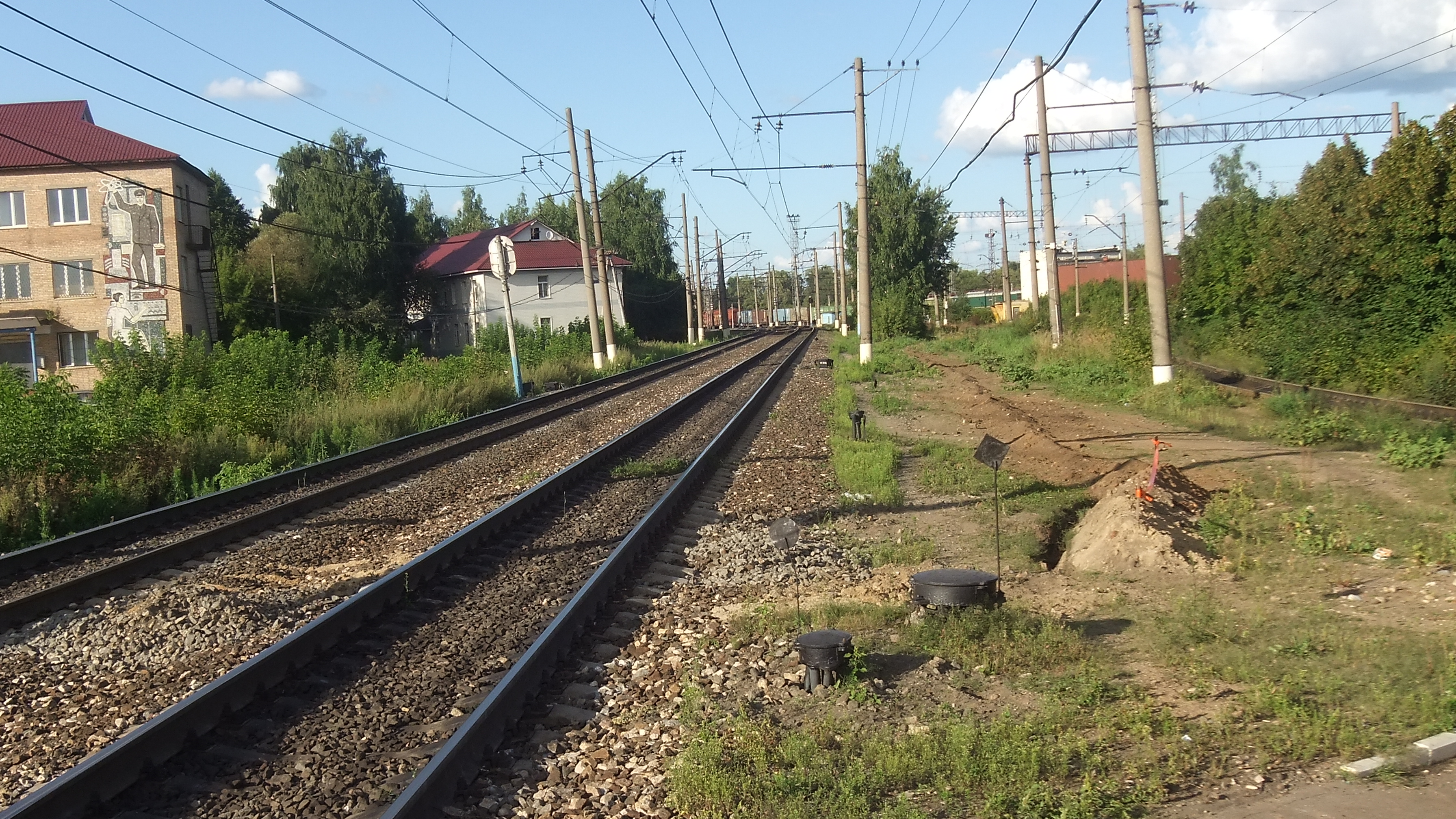
Главные пути с западной части станции у платформы Депо. Вид на север.
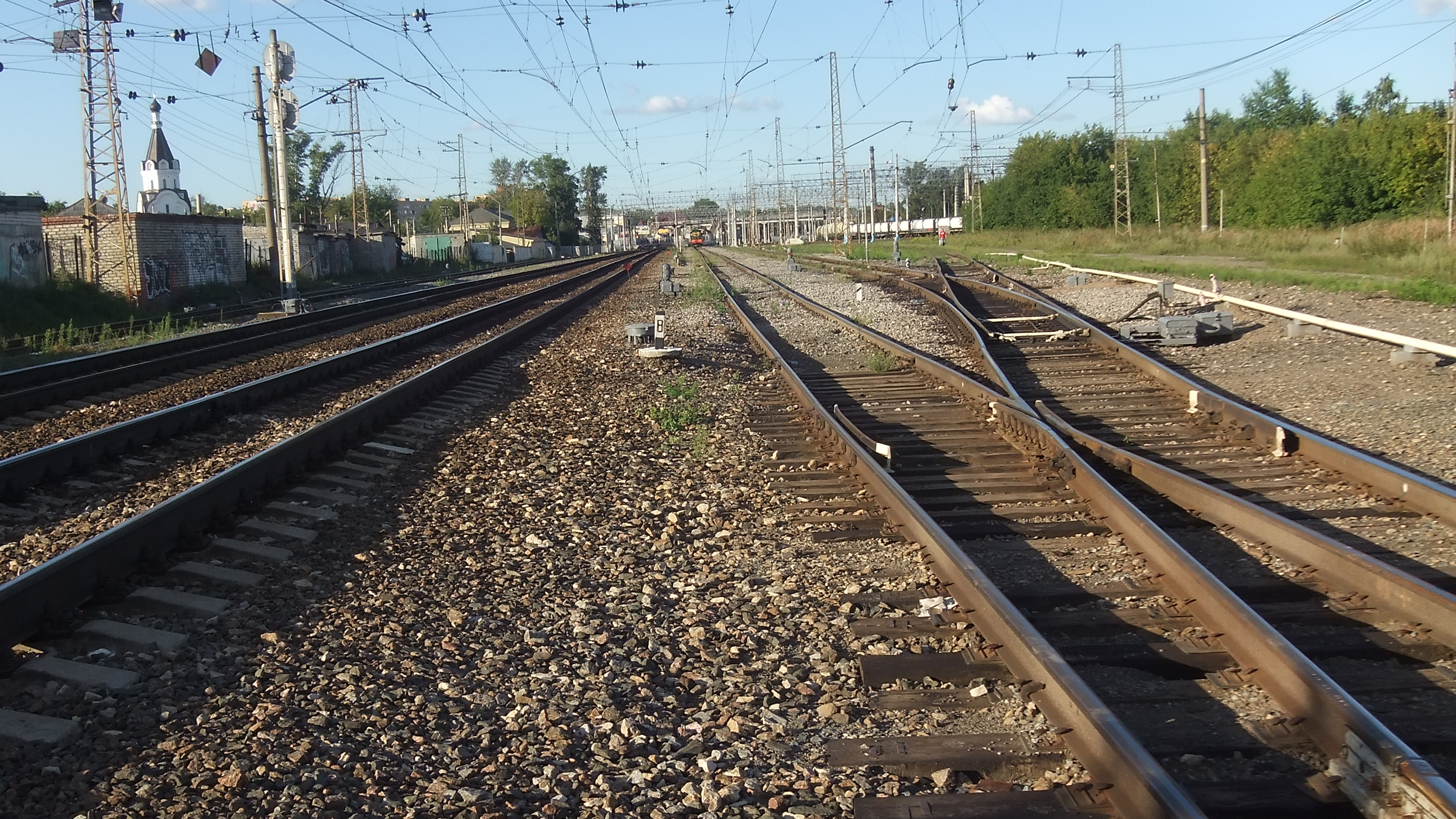
Парк «М», вид из западной горловины станции
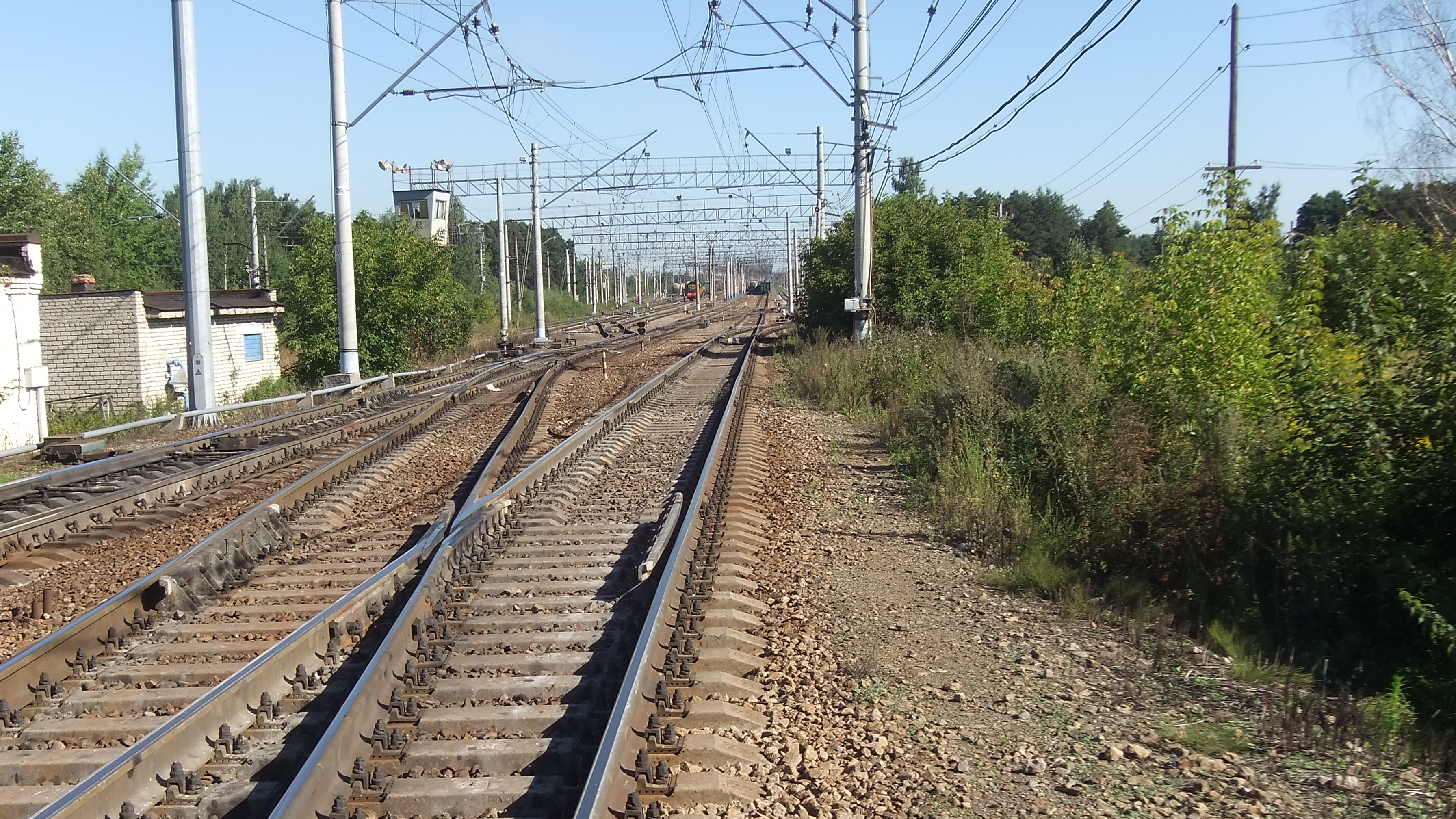
Входная горловина парка «А», вид на север
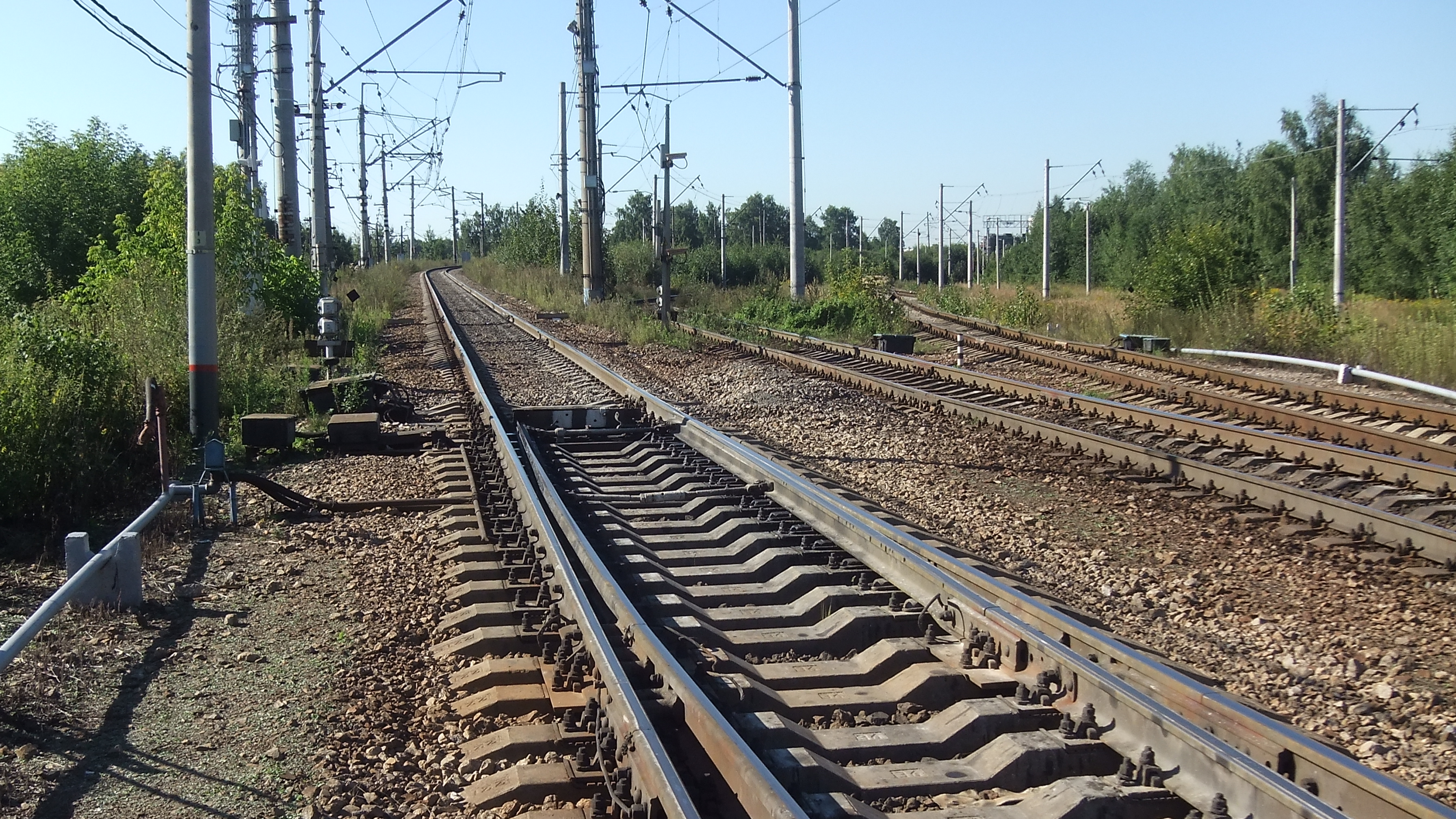
Вид на развязку на юг от входной горловины парка «А»
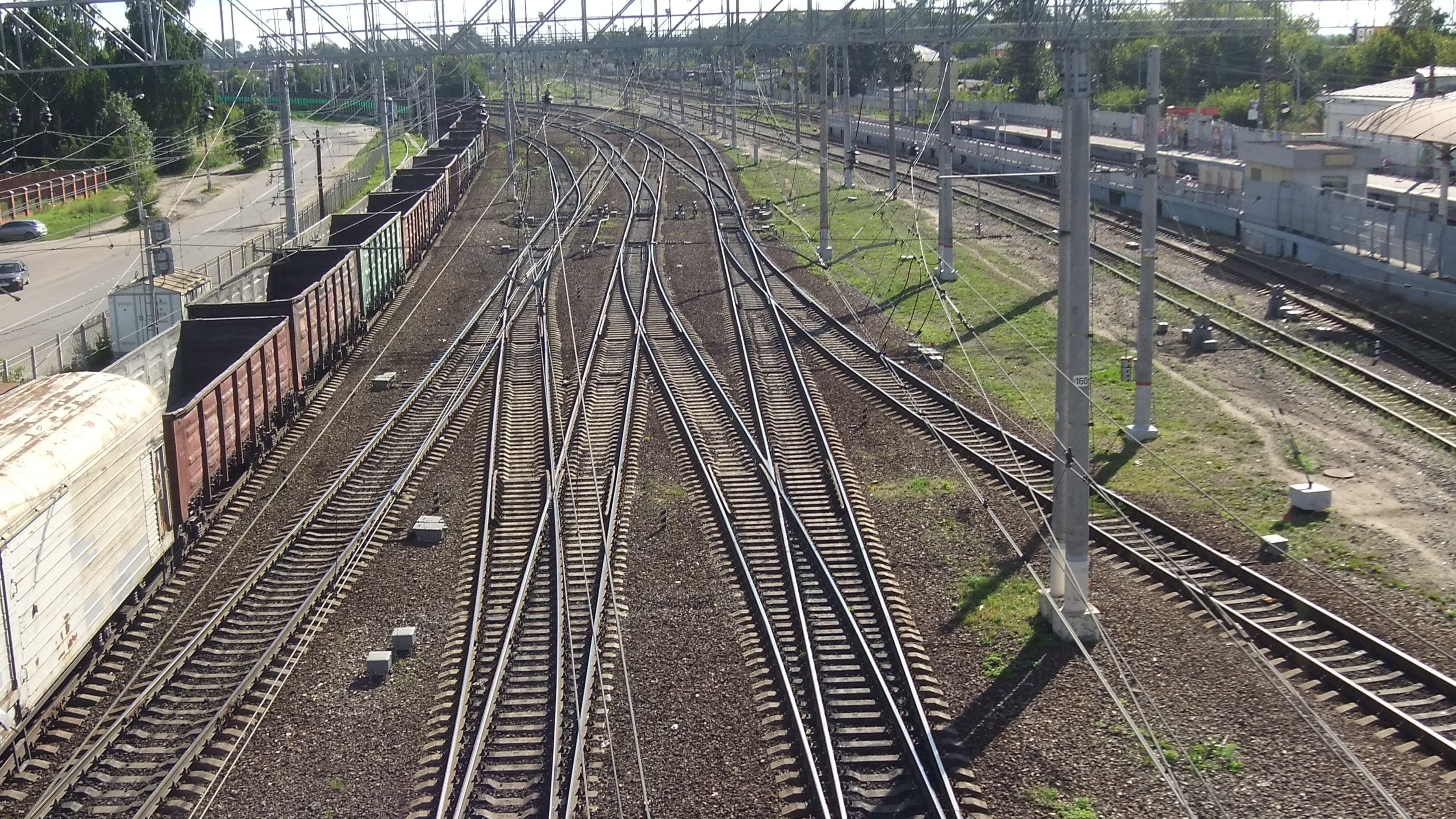
Вид на юг с пешеходного моста на северную горловину парка «В» (прямо) и парк «М» (справа)

## История
В 1861 году на главному однопутном ходу линии Москва — Владимир была открыта станция Орехово, позднее также называемая Орехово I.
В 1897—1899 годах была построена линия от Егорьевска до Орехово-Зуева через Куровское и Дулёво. Линия была названа Ореховским подъездным путём и дала прямой выход многим ткацким мануфактурам, в том числе в Дулёве и Рунове. В 1897 году на этой линии открыта маленькая трёхпутная станция Орехово II. Эта однопутная линия стала началом Большой Московской окружной дороги.

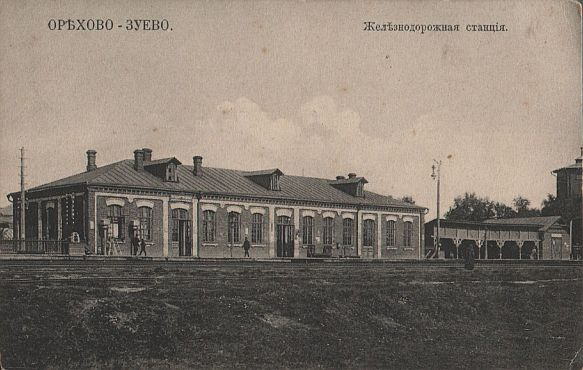
Вокзальное здание станции Орехово I. Фотокарточка начала XX века

До начала Великой Отечественной войны на базе станций Орехово I и Орехово II планировалось строительство крупнейшего сортировочного узла, но из-за войны сроки были перенесены. Новая сортировочная станция начала строиться с 1956 года на месте станции Орехово II, запущена 1 августа 1970 года.

## Пассажирская инфраструктура
На станции находятся шесть остановочных пунктов:
- Главный ход Горьковского направления, в границах города:
  - Орехово-Зуево, также с точки зрения пассажиров, называемый станцией Орехово-Зуево. Находится у автовокзала.
  - Крутое, конечный пункт электропоездов от Москвы, находится восточнее в парке «К» (Крутое).
- Участок Большого кольца Орехово-Зуево — Куровская, на главных путях по двум сторонам от сортировочной части станции:
  - Северный, в северной части парка «В»: оп. без платформ, высадка и посадка с земли
  - Депо: западная длинная платформа у локомотивного депо, в северной части парка «С», здесь же находится пешеходный переход через все пути станции в узком месте с запада на восток, где находится небольшая платформа-заготовка в междупутье
  - Центральный блокпост в южной части парка «С» у сортировочной горки и центрального поста управления. Восточная небольшая платформа расположена у крайнего пути Транзитного парка.  Западная длинная платформа расположена у III пути у переезда, являющегося основной дорогой к посту ЭЦ. Этот участок III пути является перегоном-внутриузловым соединением Орехово-Зуево — Орехово-Зуево. С 22.12.2019 года поезда на остановочном пункте Центральный блок-пост не останавливаются по причине низкого пассажиропотока.
  - 122 км у южной горловины парка «А», в черте города Ликино-Дулёва. Западная платформа у пути III парка «А», восточная у соединительной ветви № 6, являющейся перегоном-внутриузловым соединением Орехово-Зуево — Орехово-Зуево.

На этом участке по расписанию 2017-2018 года работает 3 пары электропоездов в день Александров — Куровская, но часто опаздывают, платформы труднодоступны, пассажиропоток близок к нулю. В предыдущие годы расписание было более интенсивным за счёт электропоездов из/до Дулёва и Куровской. Западнее этой части станции в шаговой доступности от депо находится платформа 87 км радиального Горьковского направления с гораздо более интенсивным движением, расположена одним участком западнее пассажирской платформы Орехово-Зуево.
Также до 1980-х годов был остановочный пункт Южная между Северным блокпостом и депо, затем упразднён.

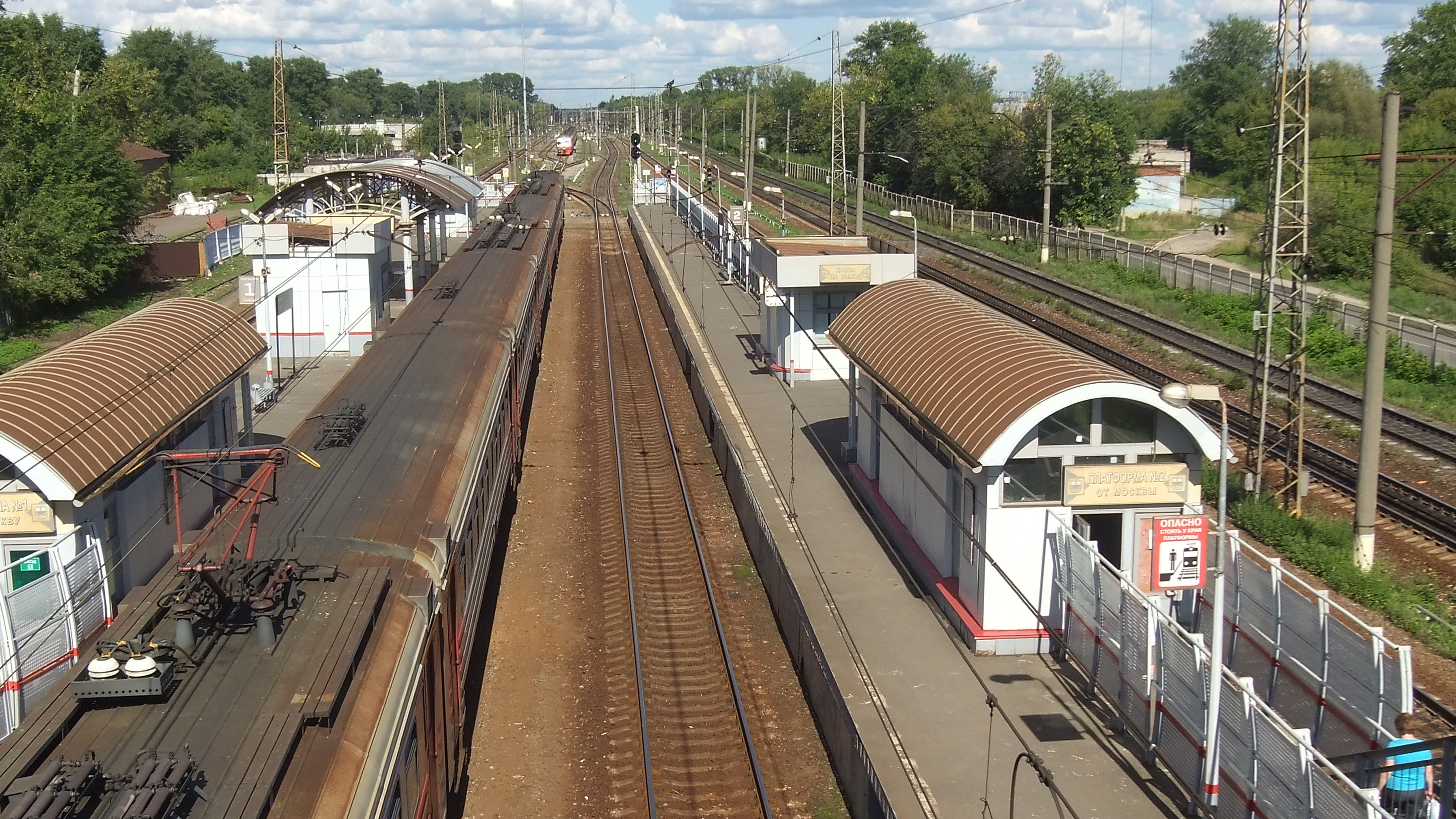
Платформа Крутое
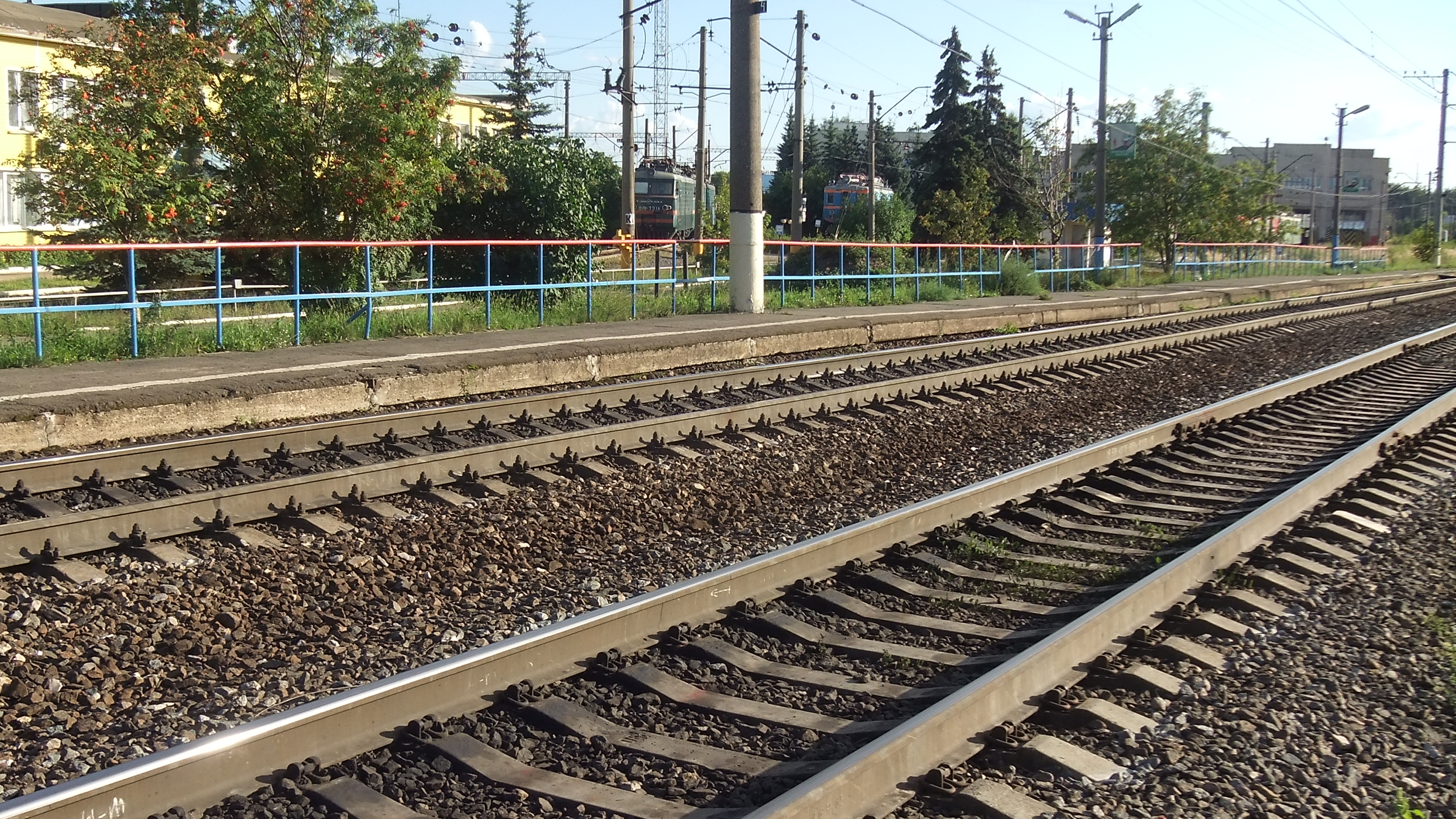
Западная платформа Депо у локомотивного депо
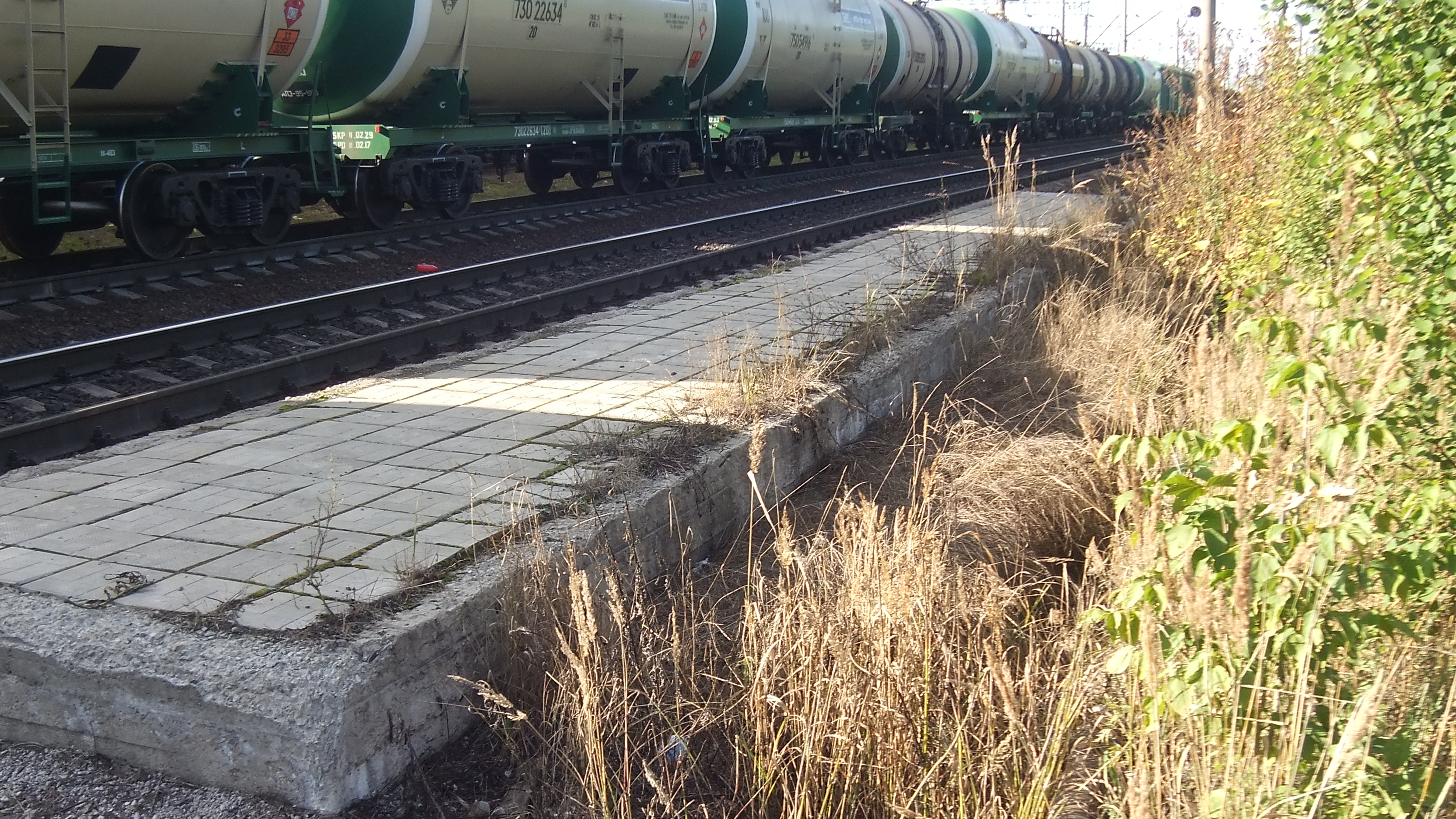
Восточная платформа Центральный блокпост
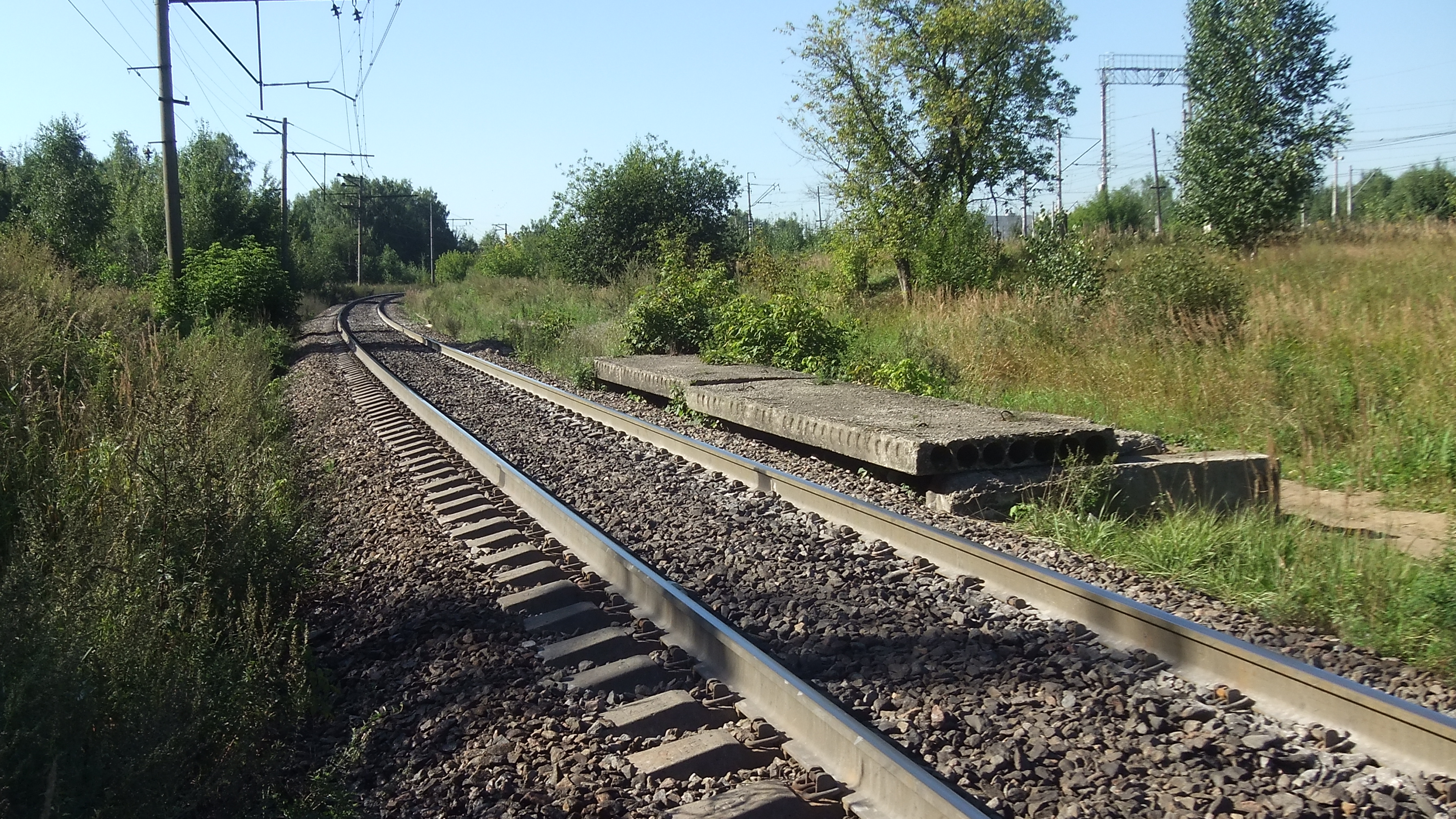
Восточная платформа 122 км у парка «А»
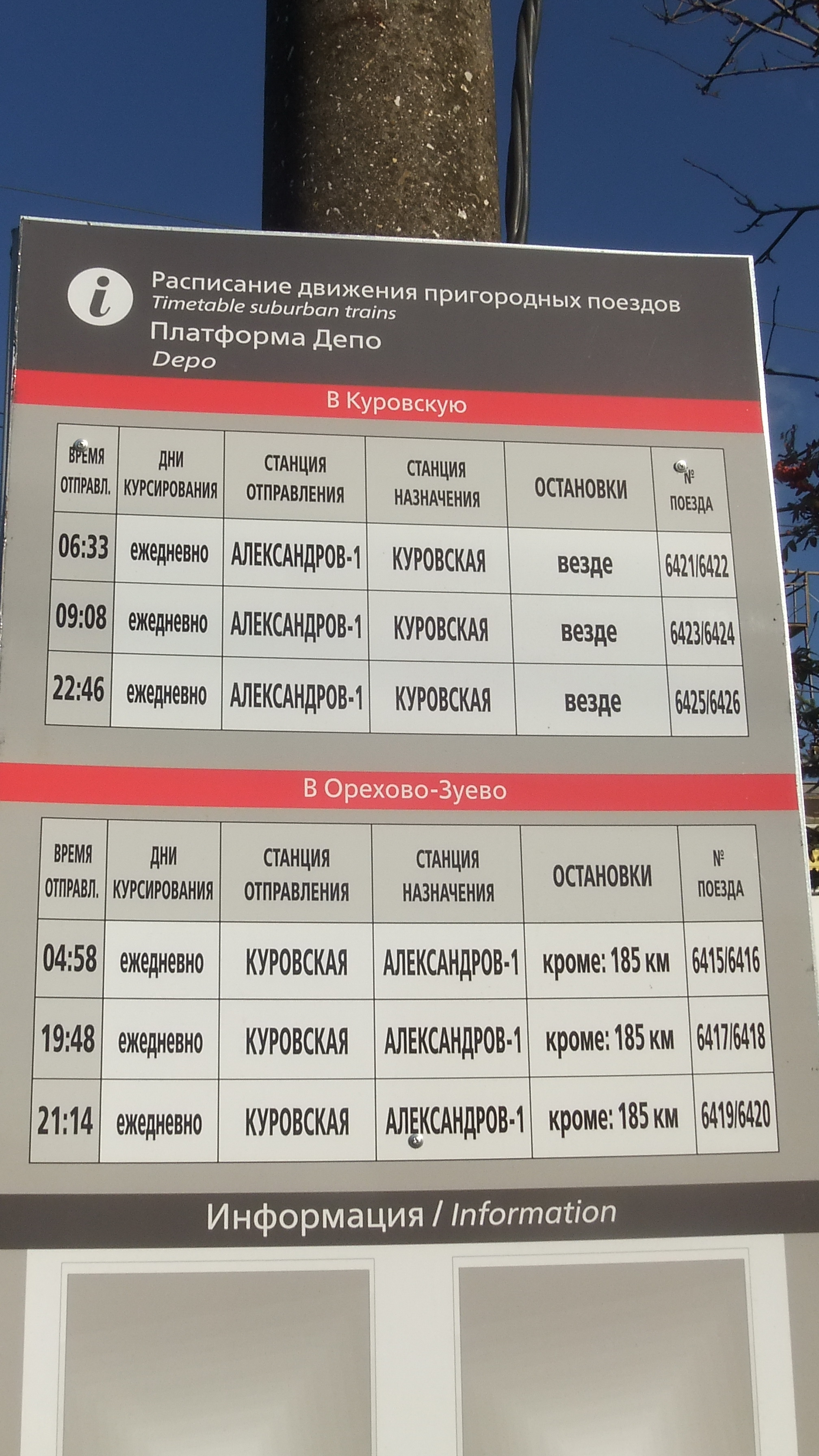
Расписание по платформе Депо 2013-2014 года, 3 пары электропоездов

### Платформа Орехово-Зуево
Пассажирская платформа Орехово-Зуево расположена в юго-западной части города Орехово-Зуева, у автовокзала.
Остановочный пункт состоит из четырёх платформ: двух высоких изогнутых (боковая № 1 и островная № 2, используемая как боковая), обслуживающих Горьковское направление, и двух низких прямых островных (№ 3 и № 4), обслуживающих Большое кольцо, № 3 используется как боковая. Платформы №№ 1-3 соединены между собой пешеходным мостом, оборудованным пандусом, переход на платформу № 4 по настилу с платформы № 3. Платформы Горьковского направления оборудованы кассами, турникетами и навесами.
Расстояние до станции Москва-Пассажирская-Курская 90 км. Время движения от Курского вокзала от 50 минут для скоростных электропоездов дальнего следования, 1 час 20 минут для пригородных экспрессов, до 2-х часов 8 минут для пригородных электропоездов, следующих со всеми остановками.
На платформе останавливаются скоростные электропоезда дальнего следования «Ласточка», все пригородные электропоезда, осуществляется пересадка с Горьковского направления на Большое кольцо и обратно. По Горьковскому направлению работают электропоезда Москва-Курская — Крутое/Петушки/Владимир и экспресс Москва-Курская — Орехово-Зуево (1 пара по будням). По кольцу следуют электропоезда до/из Александрова-1 (8 пар в день) и до Куровской (3 пары в день), для 5 пар Александров-1 — Орехово-Зуево станция является конечной.
Автовокзал у платформы обслуживает много городских и пригородных автобусных маршрутов. Конечная автобусов (ул. Лапина) расположена с южной стороны от путей станции, по наличию дополнительной кассы и подстанции автобусов, данная составная часть вокзального комплекса именуется Казанским вокзалом или вокзалом Казанской стороны по озеру Казанскому.

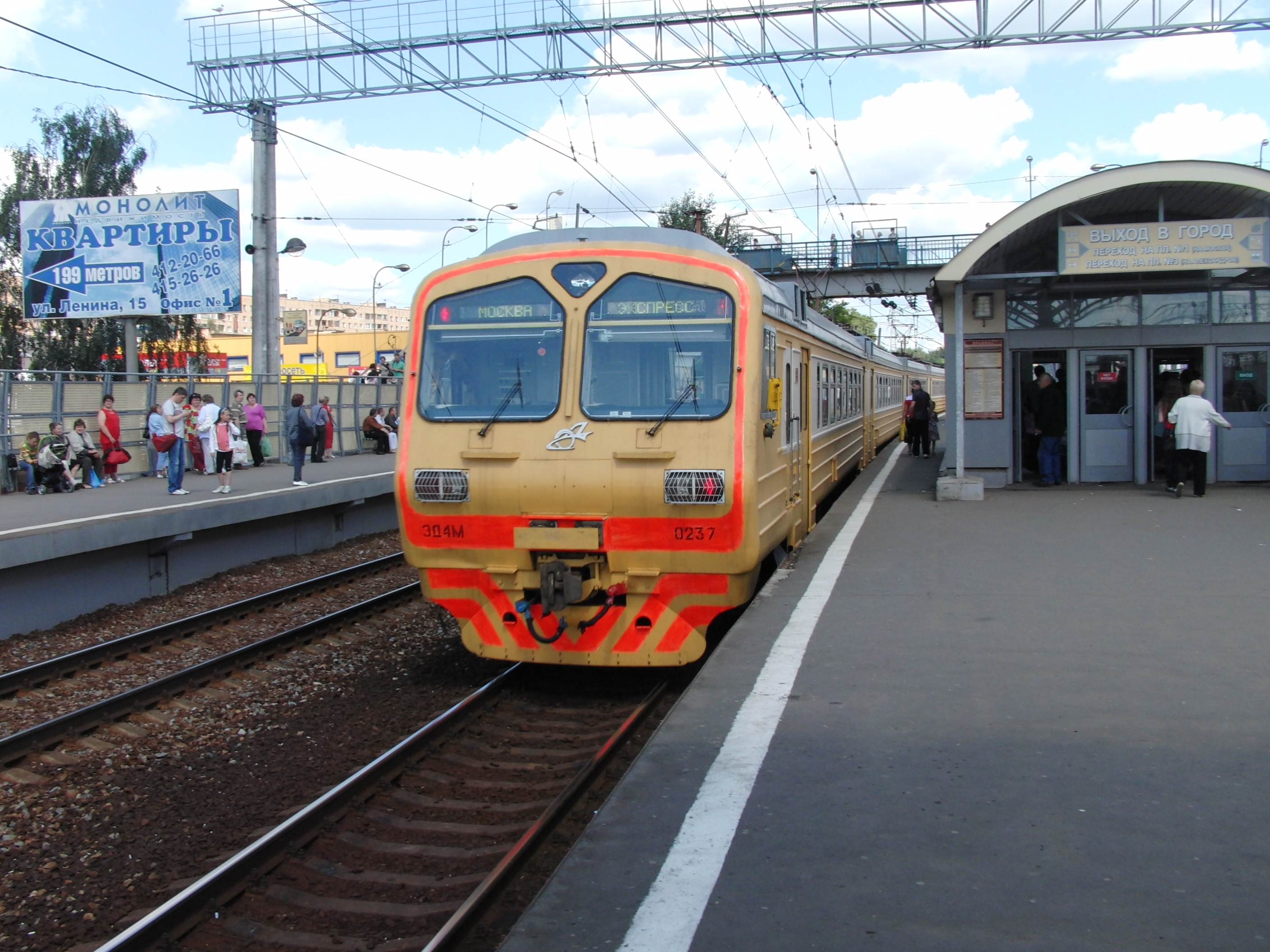
Скоростной электропоезд ЭС1-033 «Ласточка» Нижний Новгород – Москва совершает остановку в Орехово-Зуево у платформы Горьковского направления. Май, 2017 год
- Электропоезд-экспресс у платформ Горьковского направления
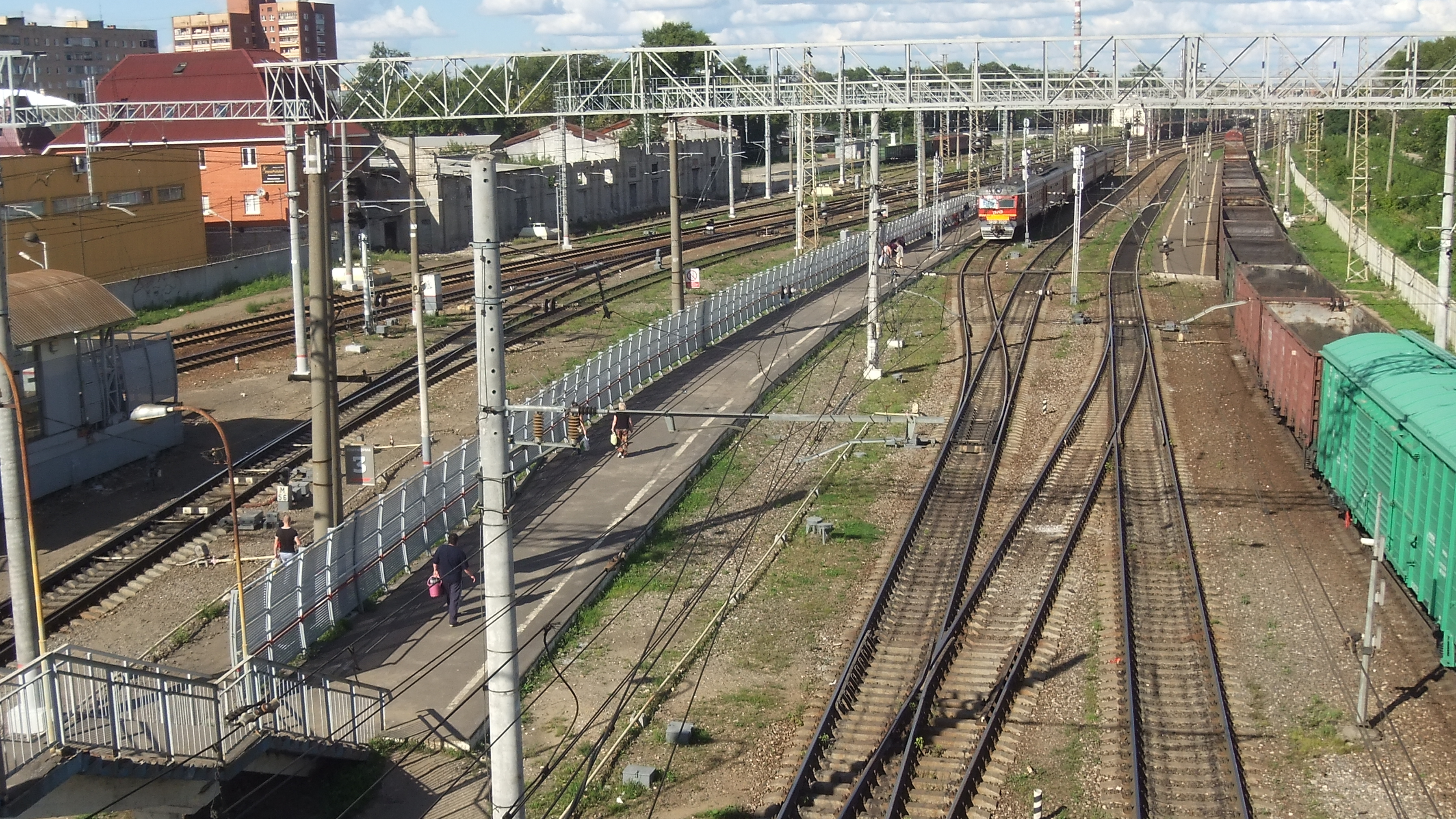
Платформы Орехово-Зуево Большого кольца МЖД, вид с пешеходного моста
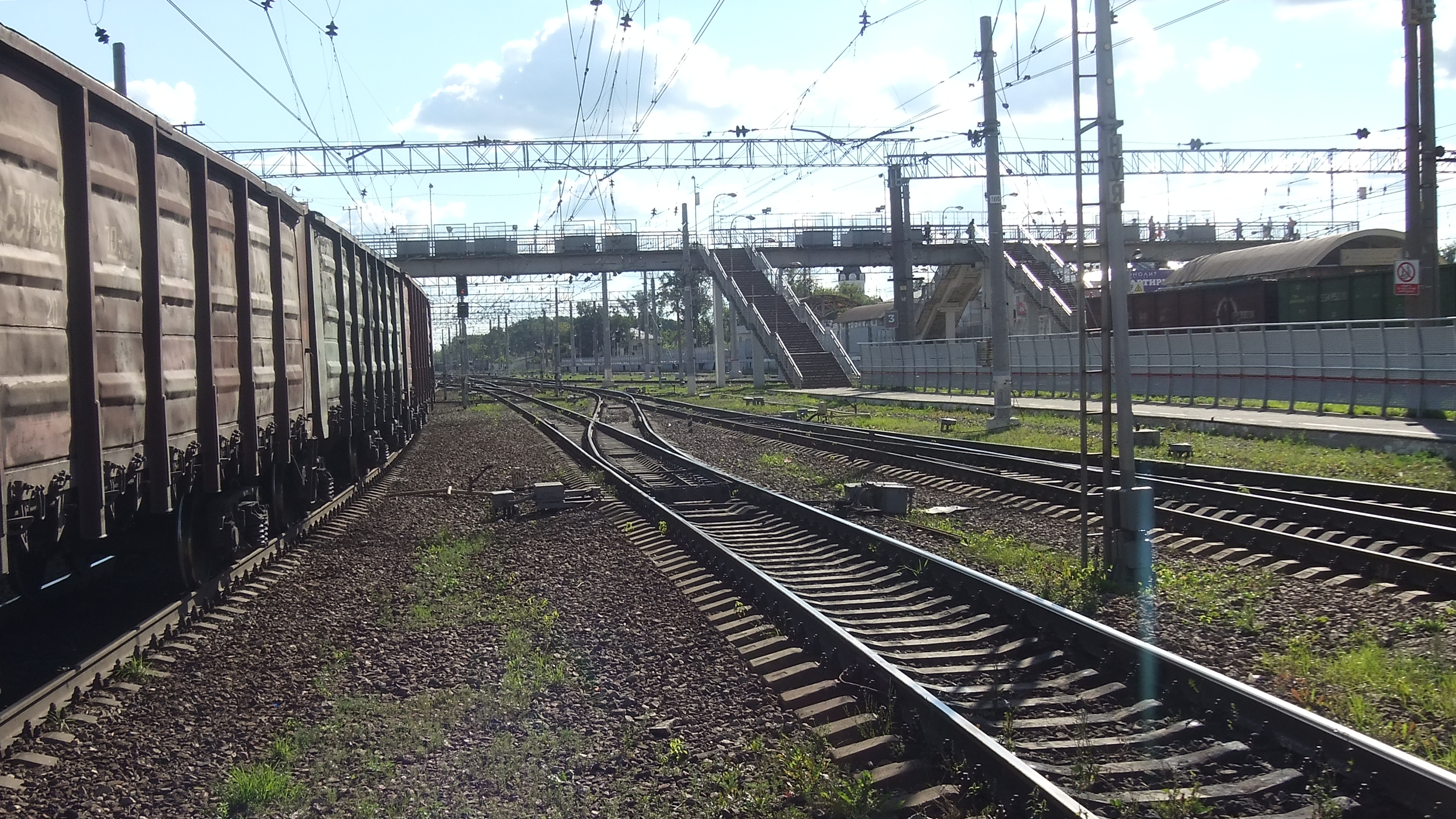
Пешеходный мост, вид с дальней платформы кольца
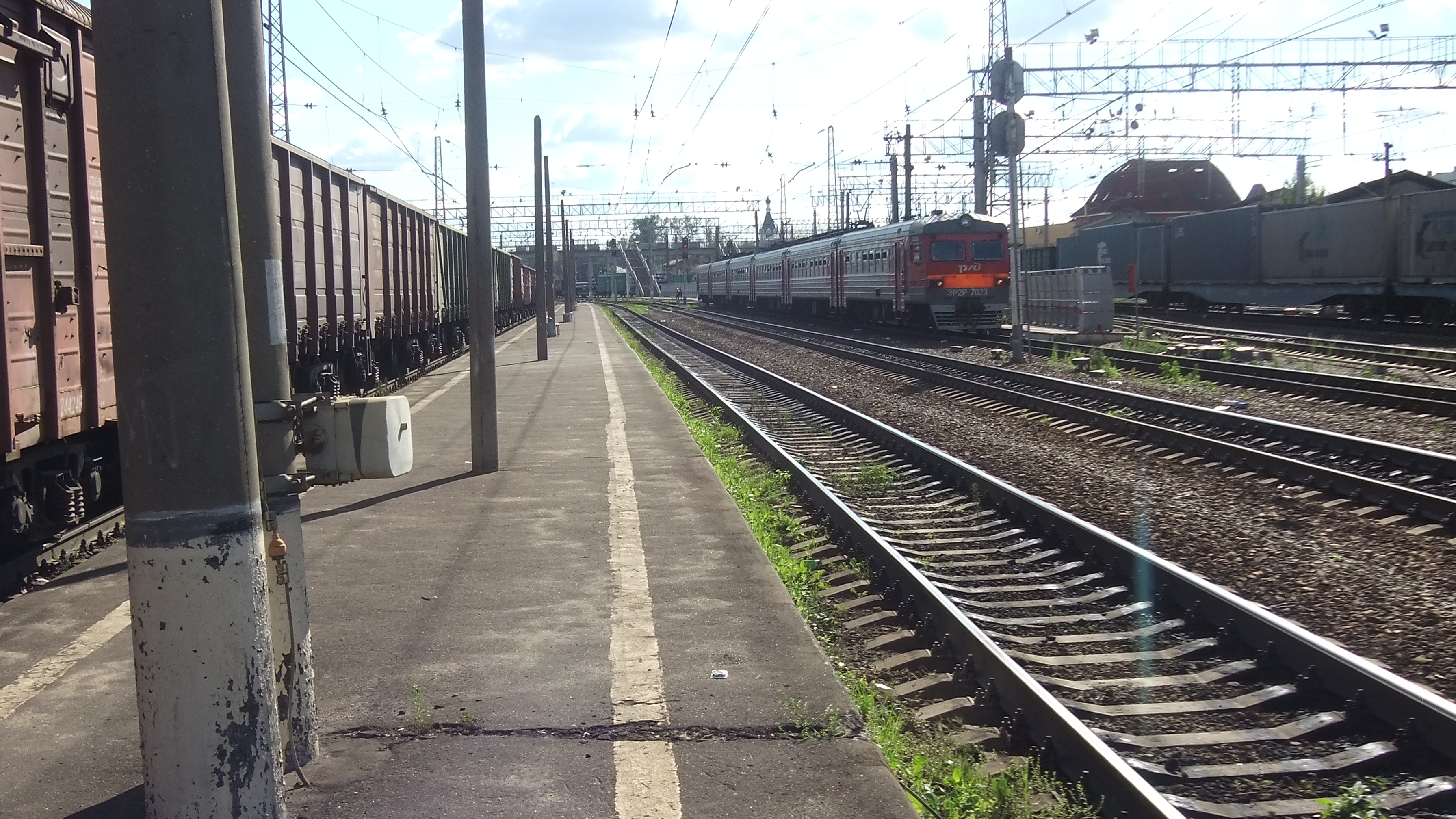
Шестивагонный электропоезд кольца по маршруту из/в Александров-1
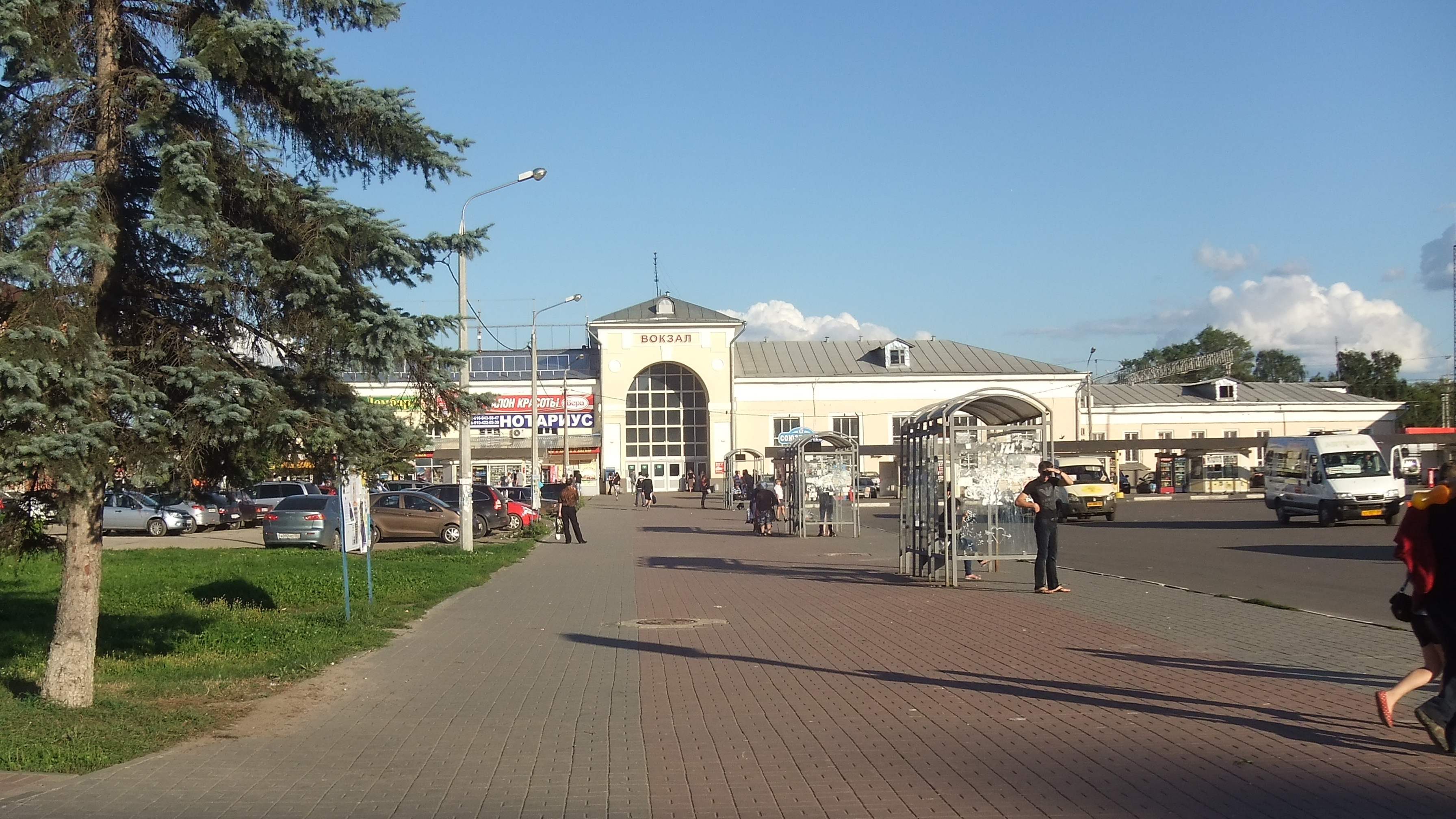
Здание вокзала, вид с севера от автобусных остановок автовокзала
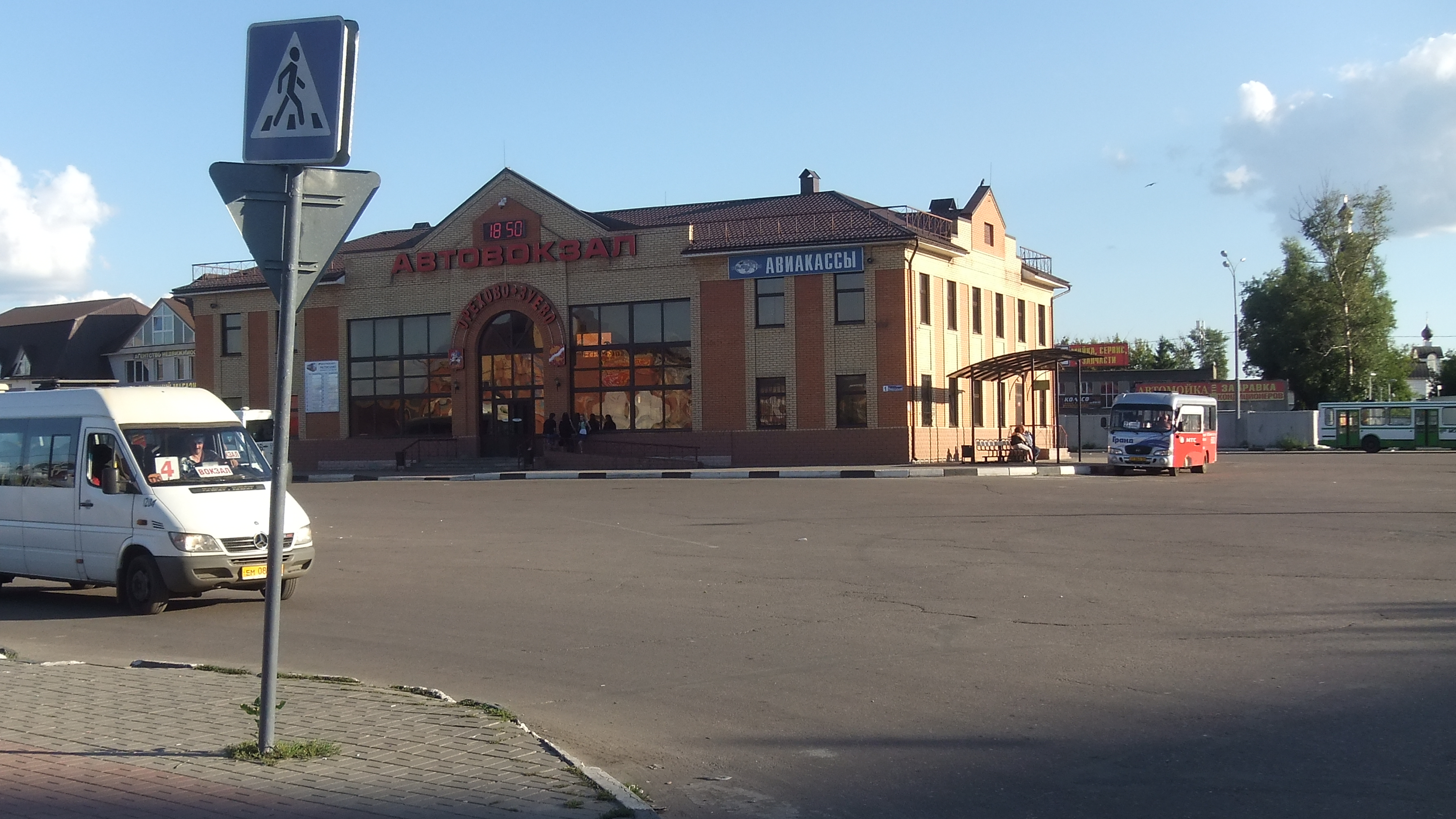
Здание автовокзала

### Платформа Крутое
Конечная платформа для электропоездов Москва-Пассажирская-Курская — Крутое, оборудована турникетами. Остановочным пунктом для поездов Большого кольца не является, платформ на путях кольца нет.